# Arcizans-Dessus
Arcizans-Dessus ist eine französische Gemeinde mit 115 Einwohnern (Stand 1. Januar 2022) im Département Hautes-Pyrénées in der Region Okzitanien (vor 2016: Midi-Pyrénées). Sie gehört zum Arrondissement Argelès-Gazost und zum Kanton La Vallée des Gaves.
Die Einwohner werden Arcizanais und Arcizanaises genannt.

## Geographie
Arcizans-Dessus liegt circa sechs Kilometer südwestlich von Argelès-Gazost in dessen Einzugsbereich (Aire urbaine) in der historischen Provinz Bigorre im Westen des Départements. Das Gemeindegebiet liegt nur wenige Kilometer nördlich des Nationalparks Pyrenäen.
Umgeben wird Arcizans-Dessus von den vier Nachbargemeinden:
|           | Salles                                      |                  |
| Gaillagos | Kompassrose, die auf Nachbargemeinden zeigt | Arras-en-Lavedan |
|           | Bun                                         |                  |

Arcizans-Dessus liegt im Einzugsgebiet des Flusses Adour. Der Gave d’Azun, ein Nebenfluss des Gave de Pau, fließt an der südlichen Gemeindegrenze entlang. Der Bergons, ein weiterer Nebenfluss des Gave de Pau, markiert die Grenze zur nördlichen Nachbargemeinde Salles.

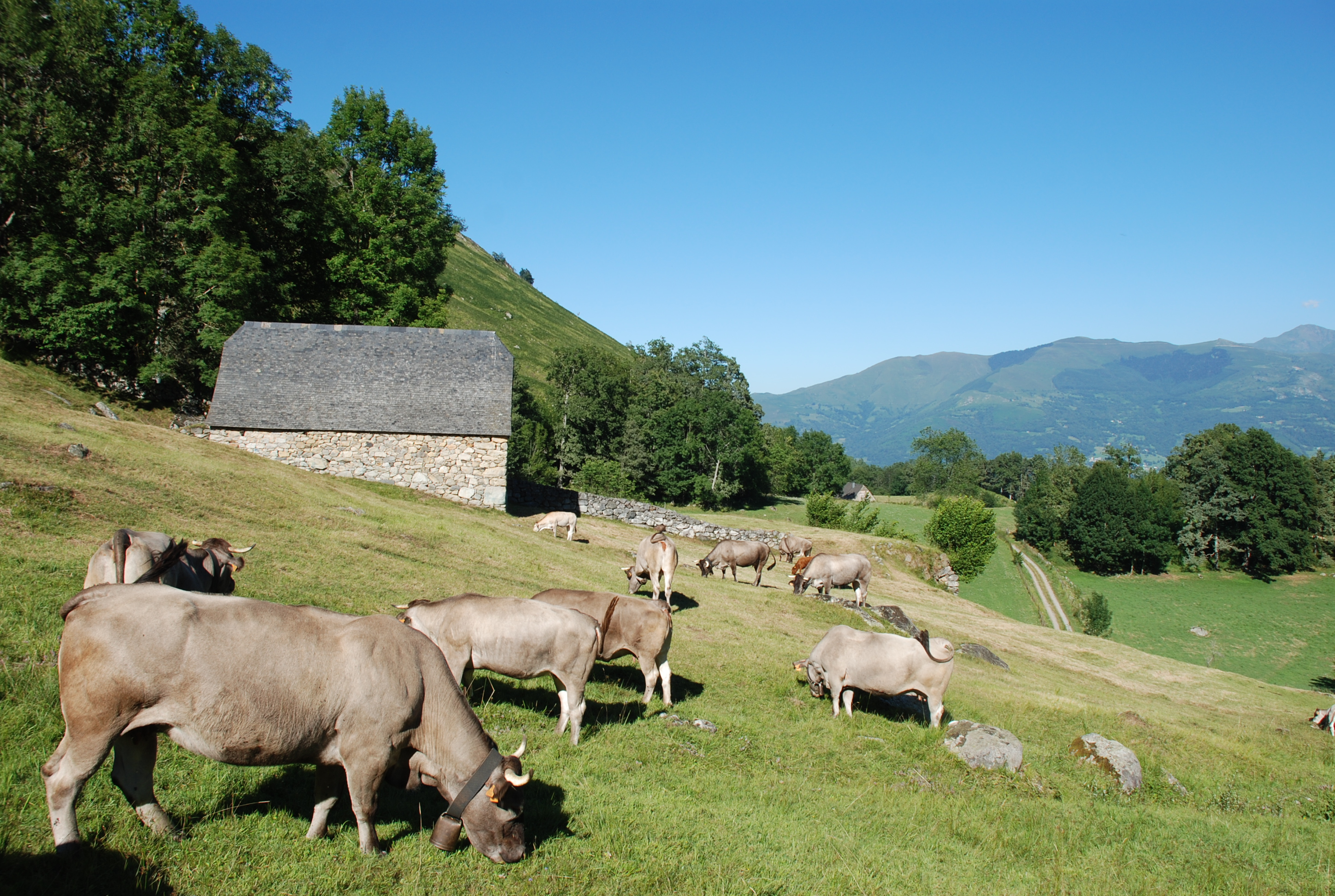
Scheune und Kühe der Rasse Bazadaise in Arcizans-Dessus

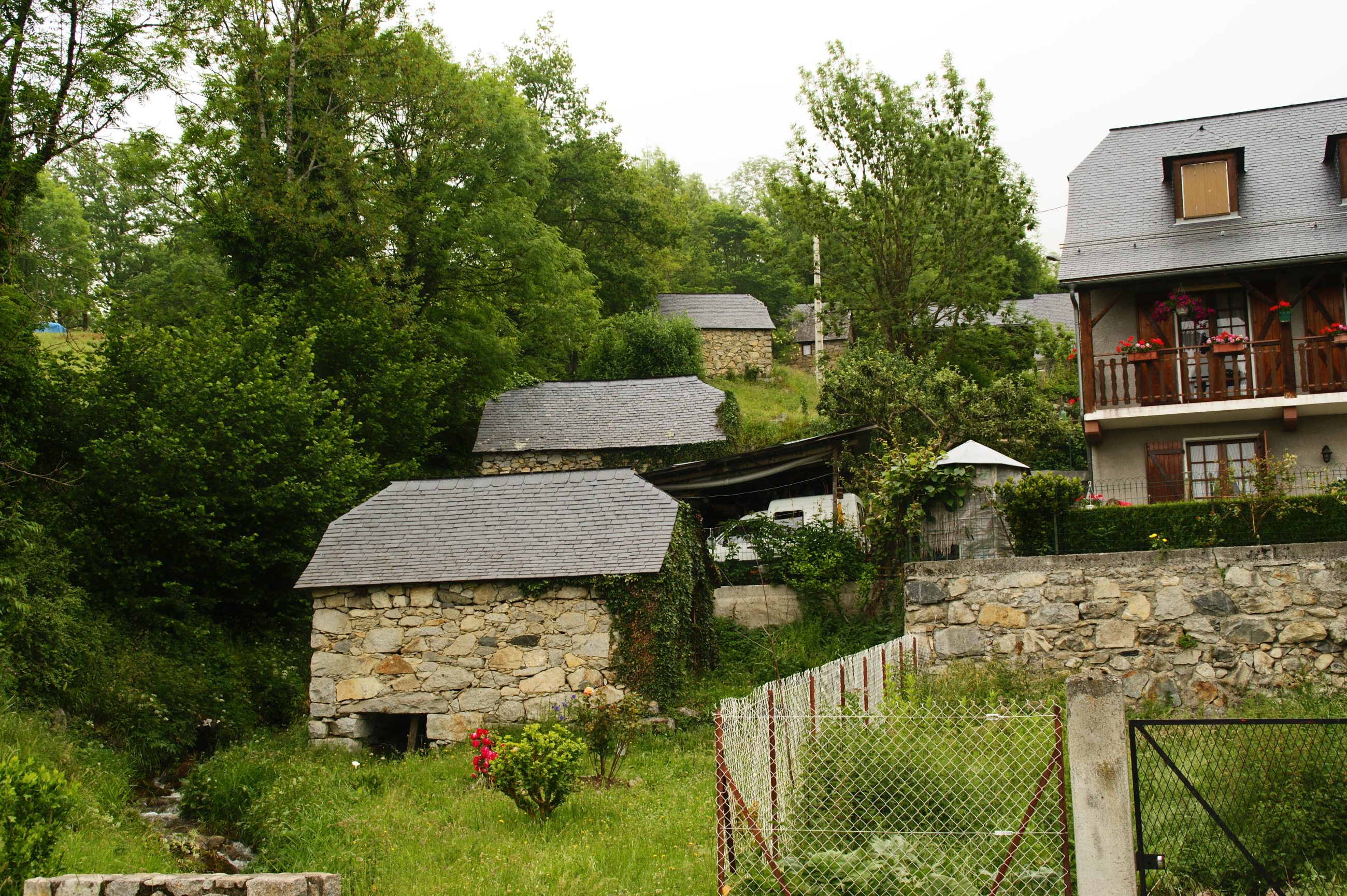
Wassermühlen

## Toponymie
Der okzitanische Name der Gemeinde heißt Arcisans Dessús. Er hat seinen Ursprung im lateinischen Eigennamen Arcisus mit dem Suffix -akonums, das zusammen „der Besitz des Arcisus“ bedeutet. Der Zusatz „Dessus“ weist auf die geografische Lage südlich von Arcizans-Avant hin.
Toponyme und Erwähnungen von Arcizans-Dessus waren:
- Arcisans Subeirur (1168, Päpstliche Bulle von Papst Alexander III.),
- Arcisaas Sobiroo (1285, Volkszählung des Adels im Bigorre),
- De Artizanis Superiori (1313, Steuerliste Debita regi Navarre),
- de Arcizanis Superioribus, (1379, Vollmacht Tarbes),
- Arcisaas Sobiroo, Arcisans Sobiroo und Arcisaas (1429, Volkszählung im Bigorre),
- Arcisans Dessus (1614, nach Guillaume Mauran),
- Arcizans Dessus (1750 und 1793, Karte von Cassini bzw. Notice Communale),
- Arcizans (1801, Bulletin des lois).[4][5][6]

## Einwohnerentwicklung
Nach Beginn der Aufzeichnungen stieg die Einwohnerzahl bis zur ersten Hälfte des 19. Jahrhunderts auf einen ersten Höchststand von rund 340. In der Folgezeit sank die Größe der Gemeinde bei kurzen Erholungsphasen bis zu den 1980er Jahren auf rund 85 Einwohner, bevor eine Wachstumsphase einsetzte, die heute noch anhält.
| Jahr      | 1962 | 1968 | 1975 | 1982 | 1990 | 1999 | 2006 | 2011 | 2022 |
| --------- | ---- | ---- | ---- | ---- | ---- | ---- | ---- | ---- | ---- |
| Einwohner | 102  | 89   | 88   | 86   | 91   | 96   | 97   | 99   | 115  |

## Sehenswürdigkeiten

### Pfarrkirche Saint-André
Es handelt sich um eine romanische Kirche aus dem 12. Jahrhundert mit einer halbrunden Apsis und einem massiven Glockenturm. Sie wurde im 18. Jahrhundert renoviert und zuletzt im Jahre 2001 restauriert. Ein für die Gegend typischer Glockenreiter ziert die hintere Hälfte des Dachs des Langhauses. Der seitliche Eingang an der Südwestseite besitzt einen Sturz in Form eines Giebeldachs mit einem Christusmonogramm der Größe 60 cm im Durchmesser. Er ähnelt dem anderer Kirchen in Tal, in Aucun und in Arrens-Marsous. In den beiden tragenden Konsolen sind in der Bogenlaibung links ein griechisches Kreuz, rechts im Hinblick auf den Schutzpatron der Kirche ein Andreaskreuz graviert. Ein zweiter Eingang unter dem Glockenturm erlaubt den Zugang zur Empore. Der frühere, angrenzende Friedhof wurde versetzt und durch eine Rasenfläche ersetzt.
Das Kircheninnere birgt ein barockes Altarretabel, das den Werkstätten Claverie in Lourdes zugeschrieben wird. In seiner Mitte zeigt sich der Apostel Andreas mit seinem Kreuz. Er wird von zwei glatten Säulen aus bemaltem Holz eingerahmt, die Marmor imitieren, und von zwei Heiligen. Links ist der Apostel Petrus mit seinem Schlüssel zu erkennen und rechts Paulus von Tarsus mit seinem Schwert. Ein Strahlenkranz verziert den oberen Teil, in dessen Mitte eine Taube seine Flügel inmitten von Wolken ausbreitet. Das Dekor wird ergänzt durch zwei kniende Cheruben und zwei große Vasen.
Der Tabernakel wird Jean Brunelo zugeschrieben. Aufgrund seines ziemlich großen Formats stammt er aber wahrscheinlich aus einer anderen Kirche. Die zentrale Figur stellt Christus als Ecce homo in seinem zum Spott ausgesetzten Gewand dar. Er wird in ihrer Nische eingerahmt von den Aposteln Petrus und Paulus. Der Altar in Form eines gerundeten Grabmals ist mit Engelsköpfen verziert und stammt aus der gleichen Zeit wie das Retabel (1750–1760).
Die Seitenkapelle, die Maria mit dem Rosenkranz gewidmet ist, birgt ein ähnliches Retabel wie der Hauptaltar und kann deshalb derselben Werkstätte zugerechnet werden. Auch hier wird es durch drei Nischen strukturiert, die von zwei glatten Säulen abgetrennt werden, die mit imitierender Marmorfarbe bemalt sind. Die Statue Maria mit Jesuskind in der Mitte, darüber ein Strahlenkranz, ist an der linken Seite durch Johannes den Täufer eingefasst, zu erkennen an seinem Kreuz mit Standarte und dem Osterlamm zu seinem Füßen, und an der rechten Seite durch den heiligen Josef, zu erkennen an seiner Lilie als Symbol der Keuschheit. Der Heilige Geist über dem Kopf Marias ist für ihren Schutz da. Schreinerarbeiten, die aus dem 18. Jahrhundert datieren, befinden sich gegenüber und komplettieren die Ausstattung.
Alljährlich wird in der Kirche eine heilige Messe für die Schafhirten gefeiert.

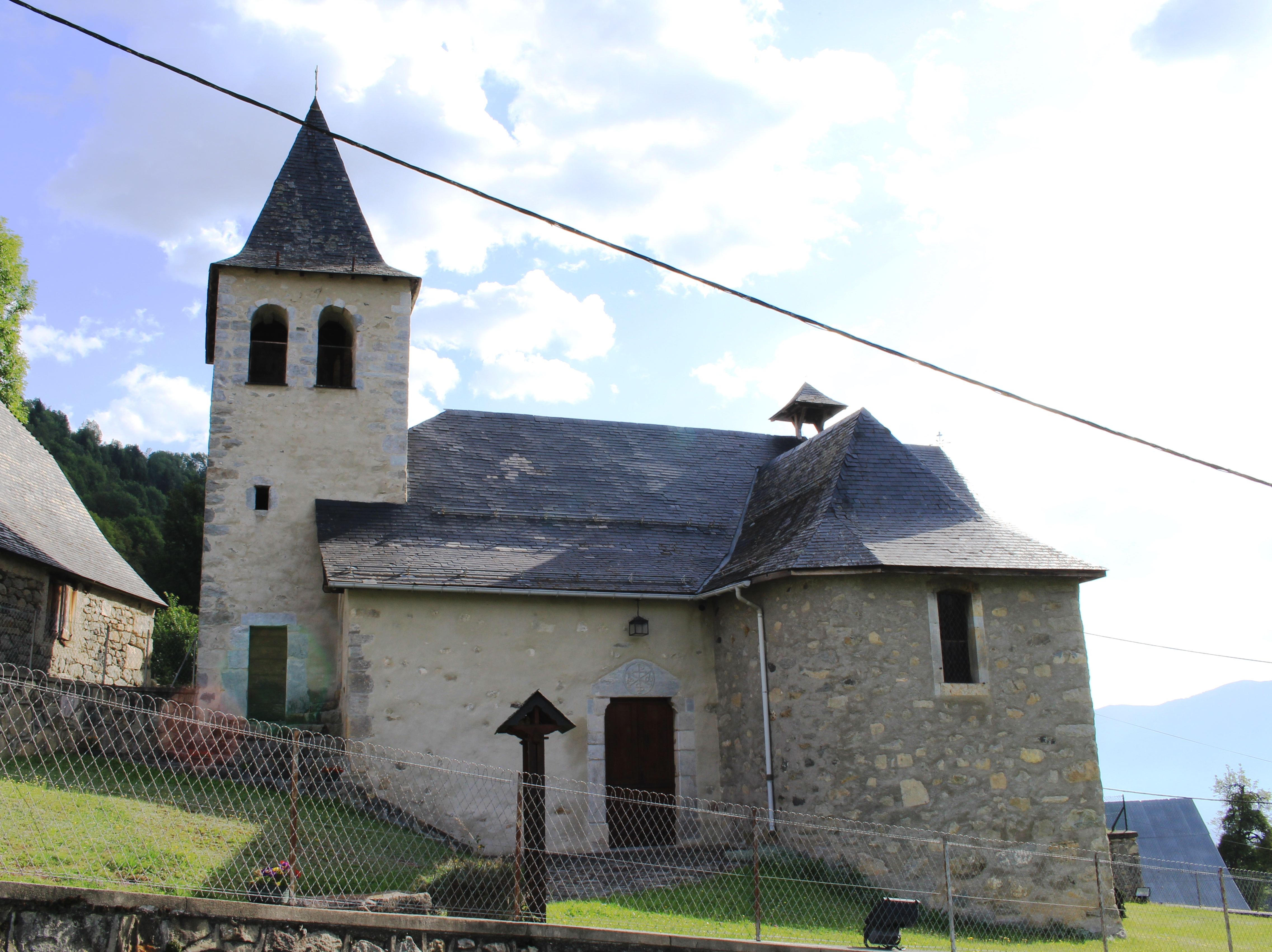
Pfarrkirche Saint-André
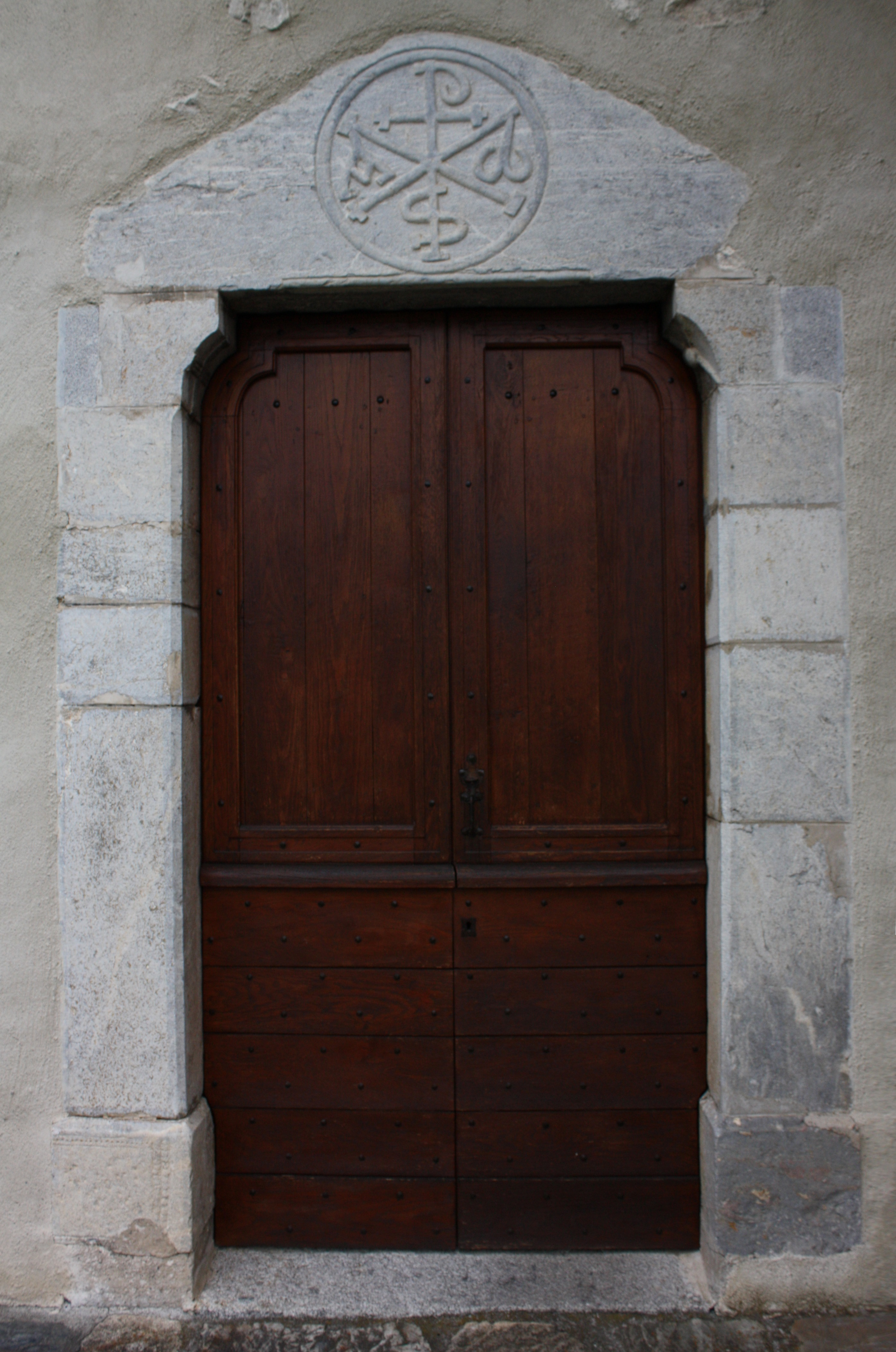
Eingang
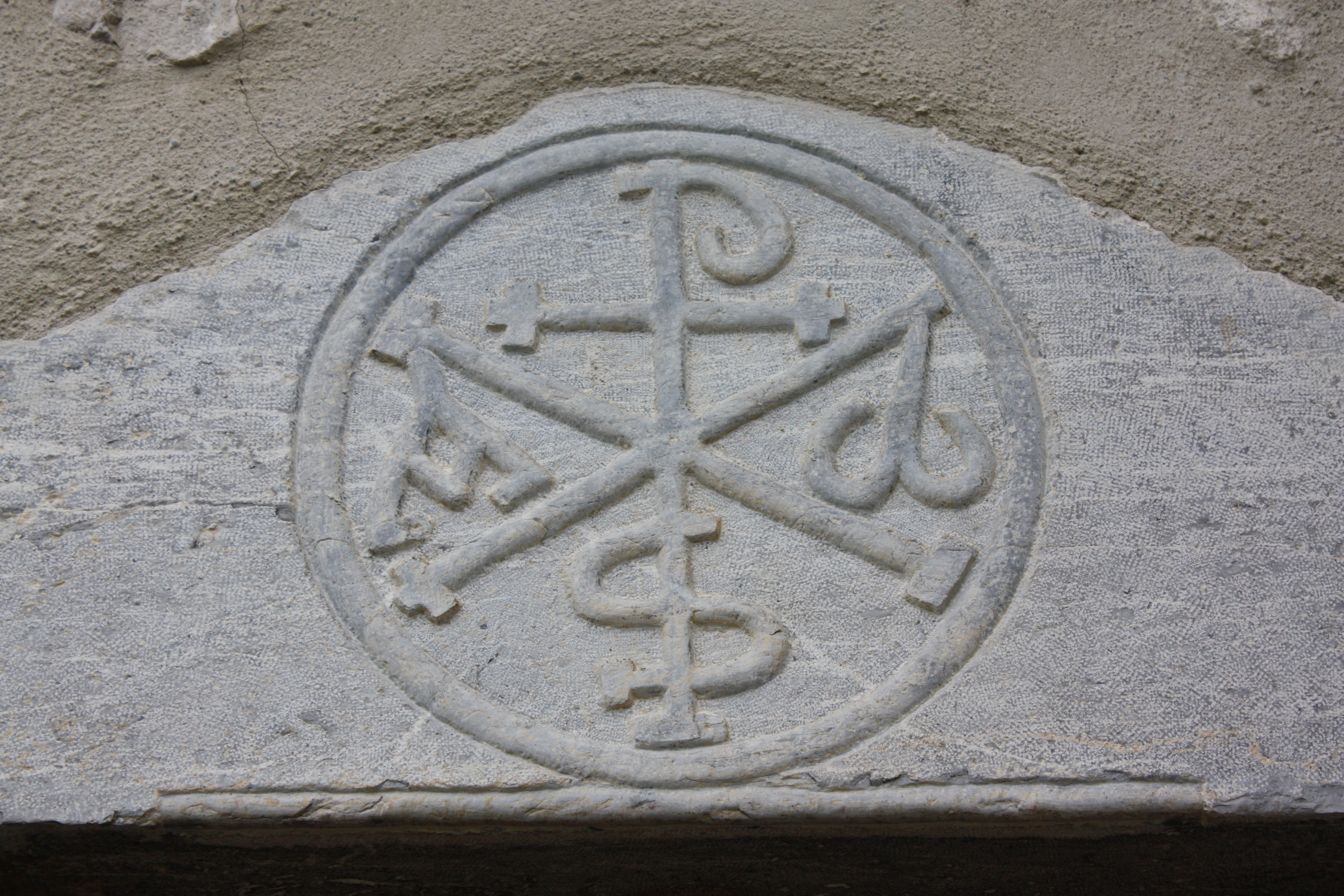
Christusmonogramm auf dem Sturz des Eingangs

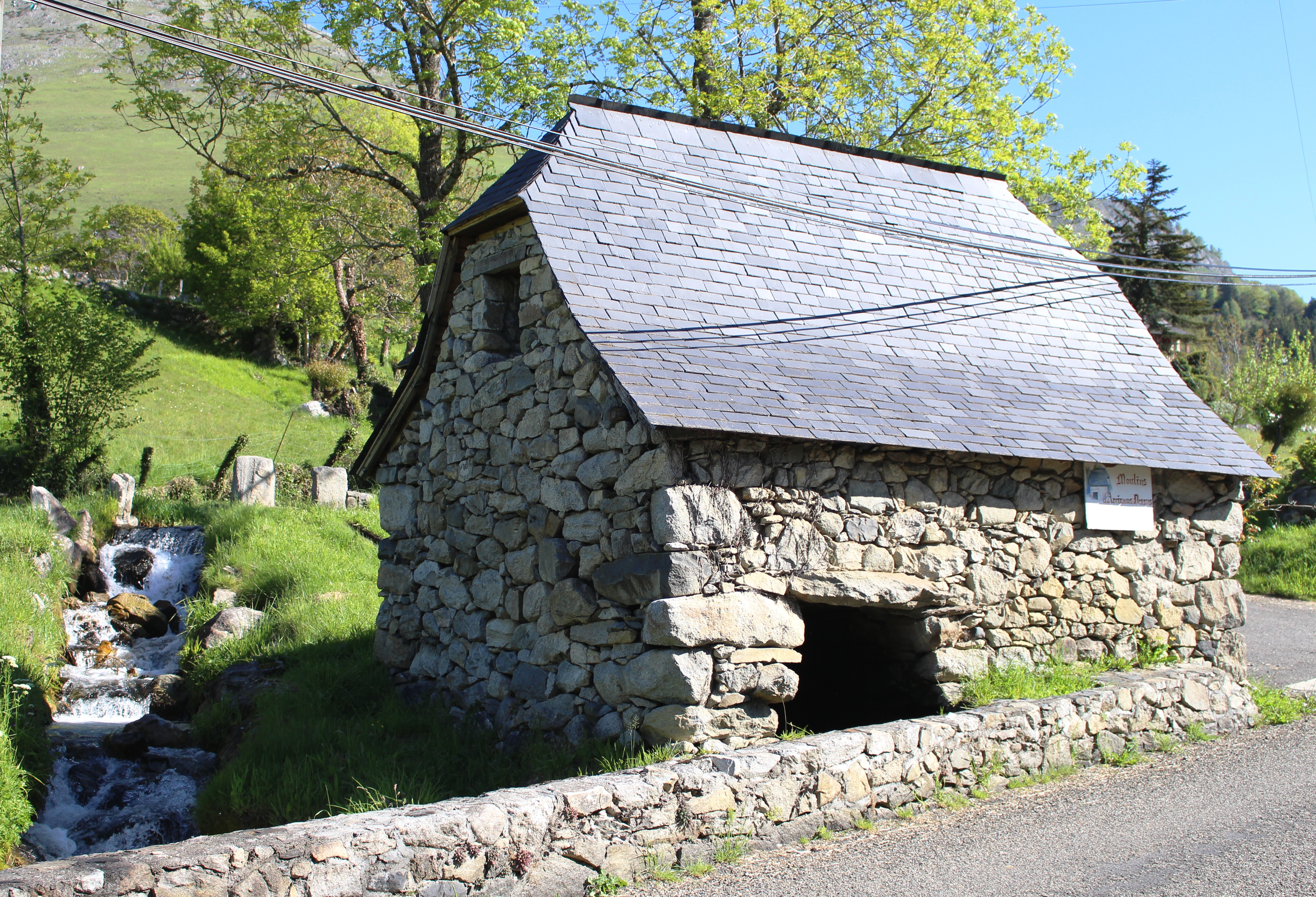
Wassermühle in Arcizans-Dessus

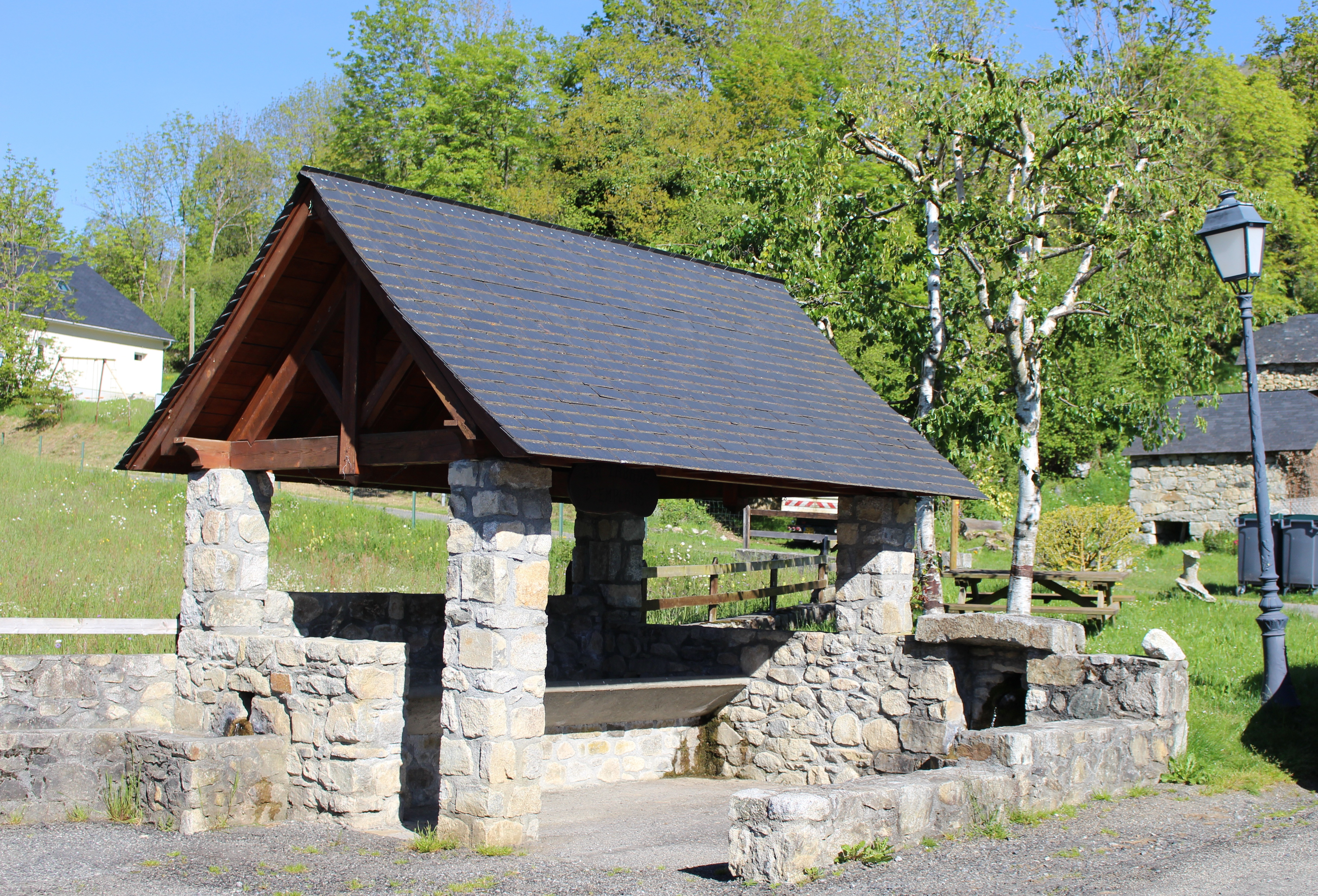
Ehemaliges öffentliches Waschhaus

### Wassermühle
Es handelt sich um eine kleine Wassermühle, die vollständig restauriert wurde. Vor ungefähr 300 Jahren gab es 22 Wassermühlen entlang einem schmalen Wasserlauf. Im Tal geb es hingegen über 100 Mühlen, die Mais, Gerste, Weizen, Hirse und Buchweizen für die Bewohner des Tals mahlten. Im Juli und August ist die kommentierte Führung für Besucher kostenlos.

## Wirtschaft und Infrastruktur

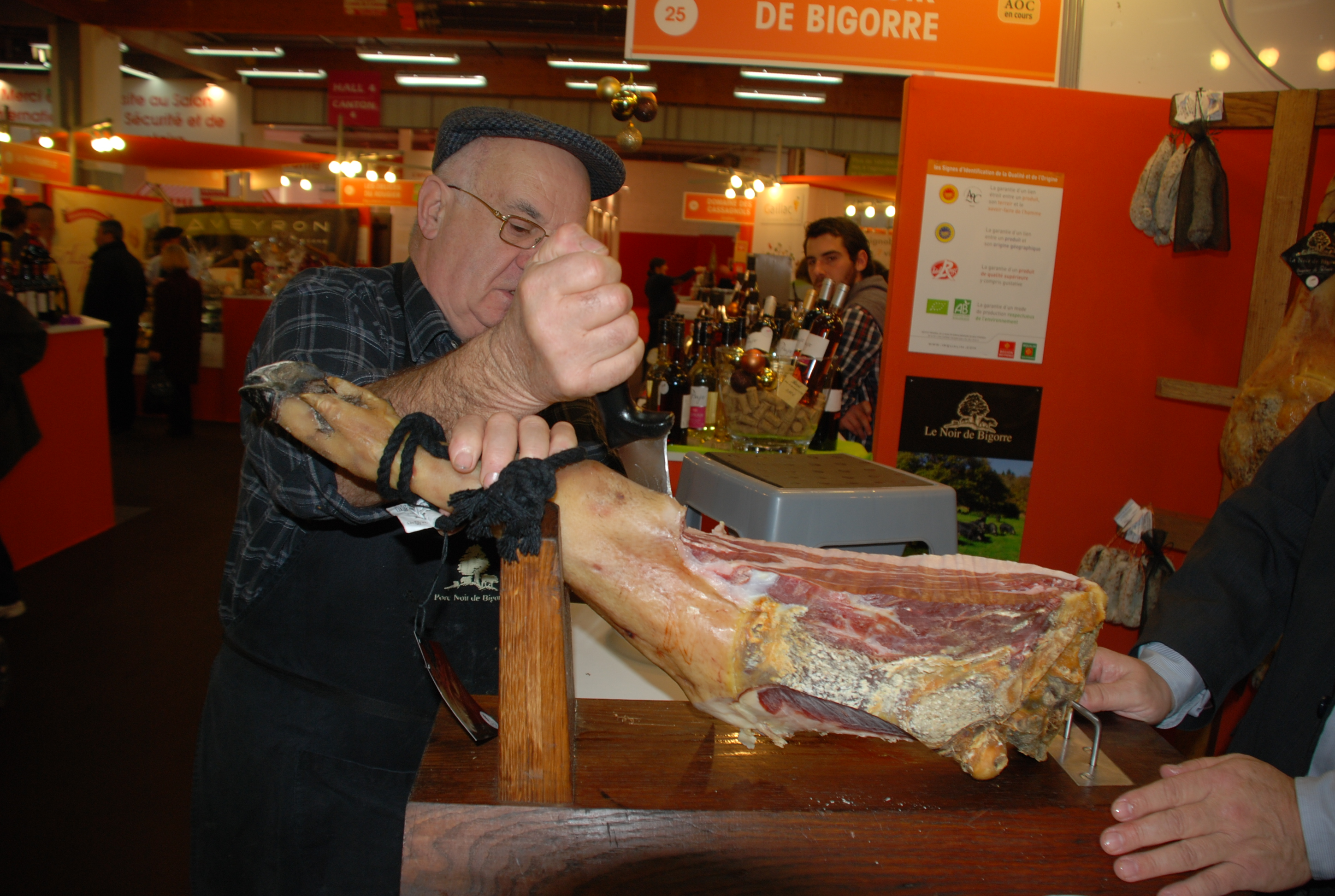
Noir de Bigorre-Schinken

Arcizans-Dessus liegt in den Zonen AOC der Schweinerasse Porc noir de Bigorre und des Schinkens Jambon noir de Bigorre.

### Sport und Freizeit
Der Fernwanderweg GR de Pays Tour du Val d’Azun führt auch durch das Zentrum von Arcizans-Dessus.

### Verkehr
Arcizans-Dessus wird durchquert von der Route départementale 918, der ehemaligen Route nationale 618.